# 马纳杜尔
马纳杜尔（Manadur），是印度马哈拉施特拉邦桑利县的一个城镇。总人口3920（2001年）。

## 人口
该地2001年总人口3920人，其中男性1892人，女性2028人；0—6岁人口529人，其中男271人，女258人；识字率60.84%，其中男性为73.84%，女性为48.72%。